# François Marcillac
François Marcillac   (Ginebra, 1 de maig de 1817 - 9 de març de 1879) fou un músic i musicòleg suís.
Viatjà arreu d'Europa en ser preceptor d'una adinerada família russa, recollint abundant material per escriure una Història de la Música moderna i dels músics cèlebres italians, alemanys i francesos, des de l'era cristina fins als nostres dies, amb un atles de 22 mapes. Instituit el 1836, secretari del príncep Louis de Wittgenstein a Sant Petersburg (1837-1846), preceptor a Vilnius (1847), retornat a Ginebra esdevenia professor dins les institucions privades, negociant (1860) i home de lletres (1872). El 1876 fou nomenat membre del Comité del Conservatori (1852-1876). També va escriure el treball, L'enseignement populaire de la musique d'aprés la méthode Chevé, imprès a Ginebra el 1862.